# 道の駅富士吉田
道の駅富士吉田（みちのえき ふじよしだ）は、山梨県富士吉田市にある国道138号の道の駅である。

## 施設
隣接する富士山親水公園には「富士山レーダードーム館」が併設されており、かつて富士山測候所で使用されていた気象レーダードームが移設・展示されている。また、富士吉田市のPRキャラクターである桜織が働いている設定で、自動放送による各種案内放送が行われている。

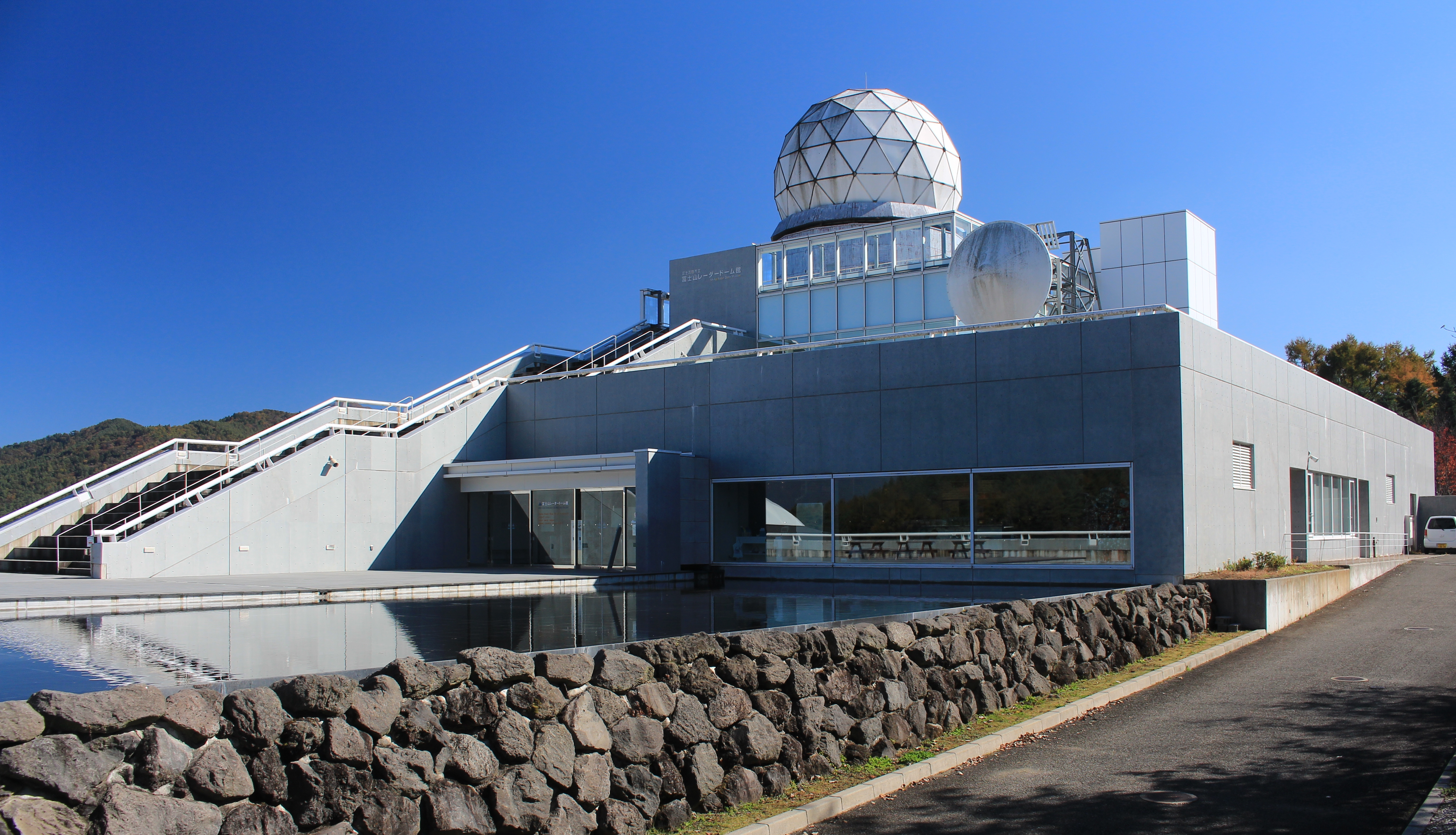
富士山レーダードーム館
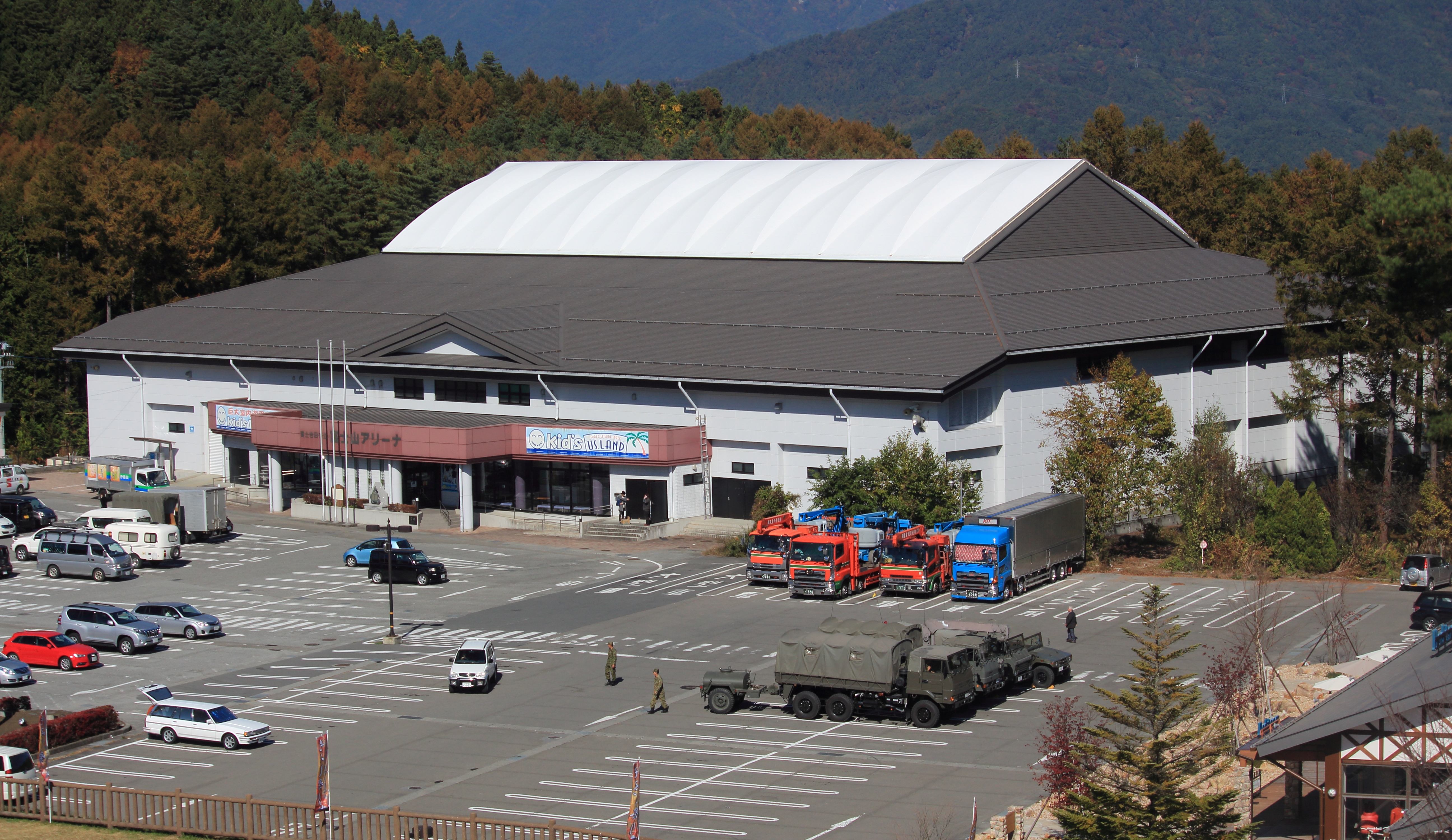
富士山アリーナ
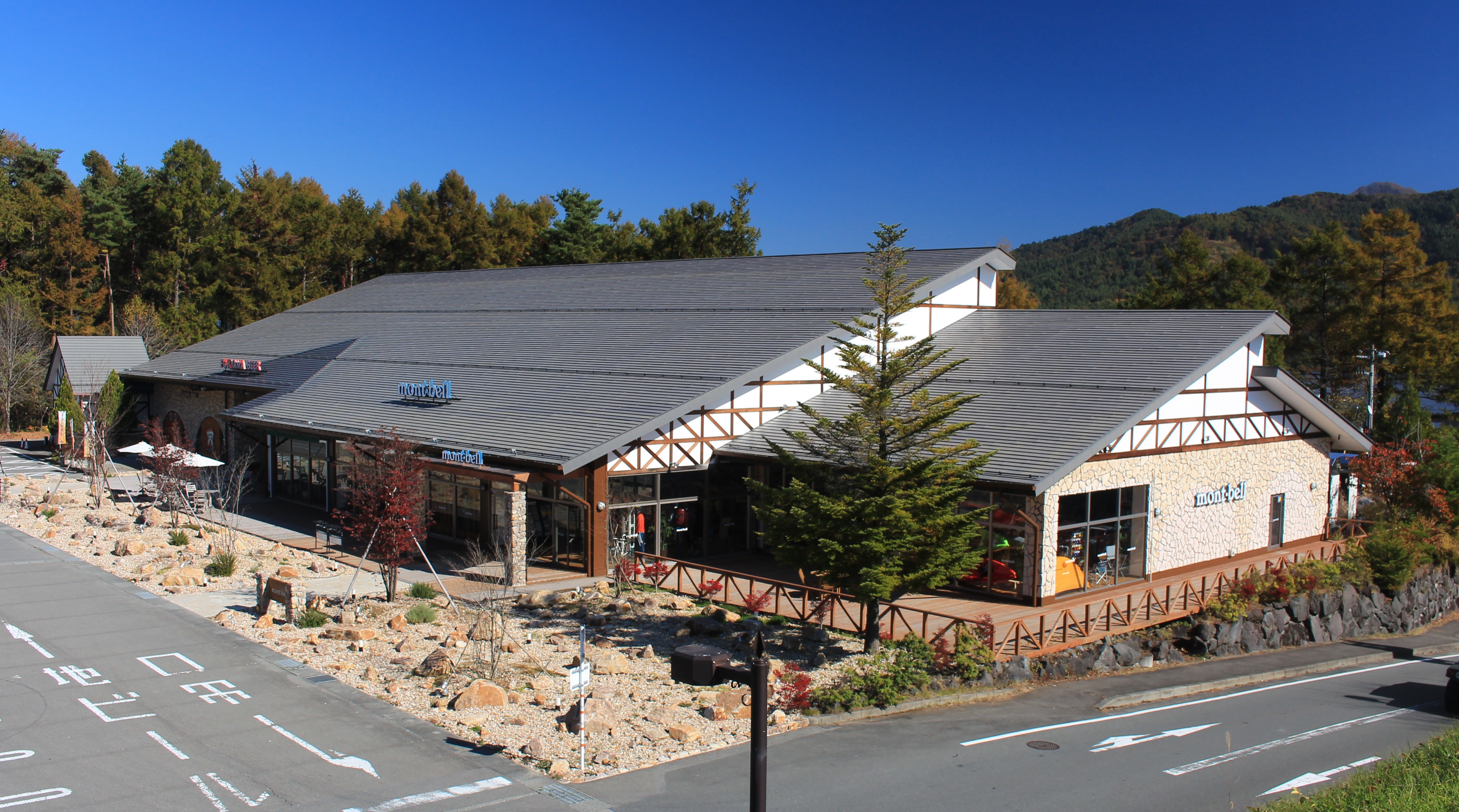
モンベル富士吉田店

- 駐車場
  - 普通車：314台
  - 大型車：17台
  - 身障者用：5台
- トイレ
  - 男：大 4器（4器）、小 9器（9器）
  - 女：17器（7器）
  - 身障者用：4器（4器）

※（）内は、24時間利用可能
- 公衆電話
- 富士山レーダードーム館
- レストラン「ふじやまビール」
- 軽食ショップ「桜織のりとるきっちん」
- 農産物直売所
- 富士の名水 水汲み場
- 富士山アリーナ
- モンベル富士吉田店

- 富士山レーダードーム館
- 富士山アリーナ
- モンベル富士吉田店

## 休館日
- 年中無休（臨時休業日あり）

## アクセス
国道138号が登録路線で、公共交通機関としては富士急バス「ふじっ湖号」に富士レーダードーム館バス停がある。

## 周辺

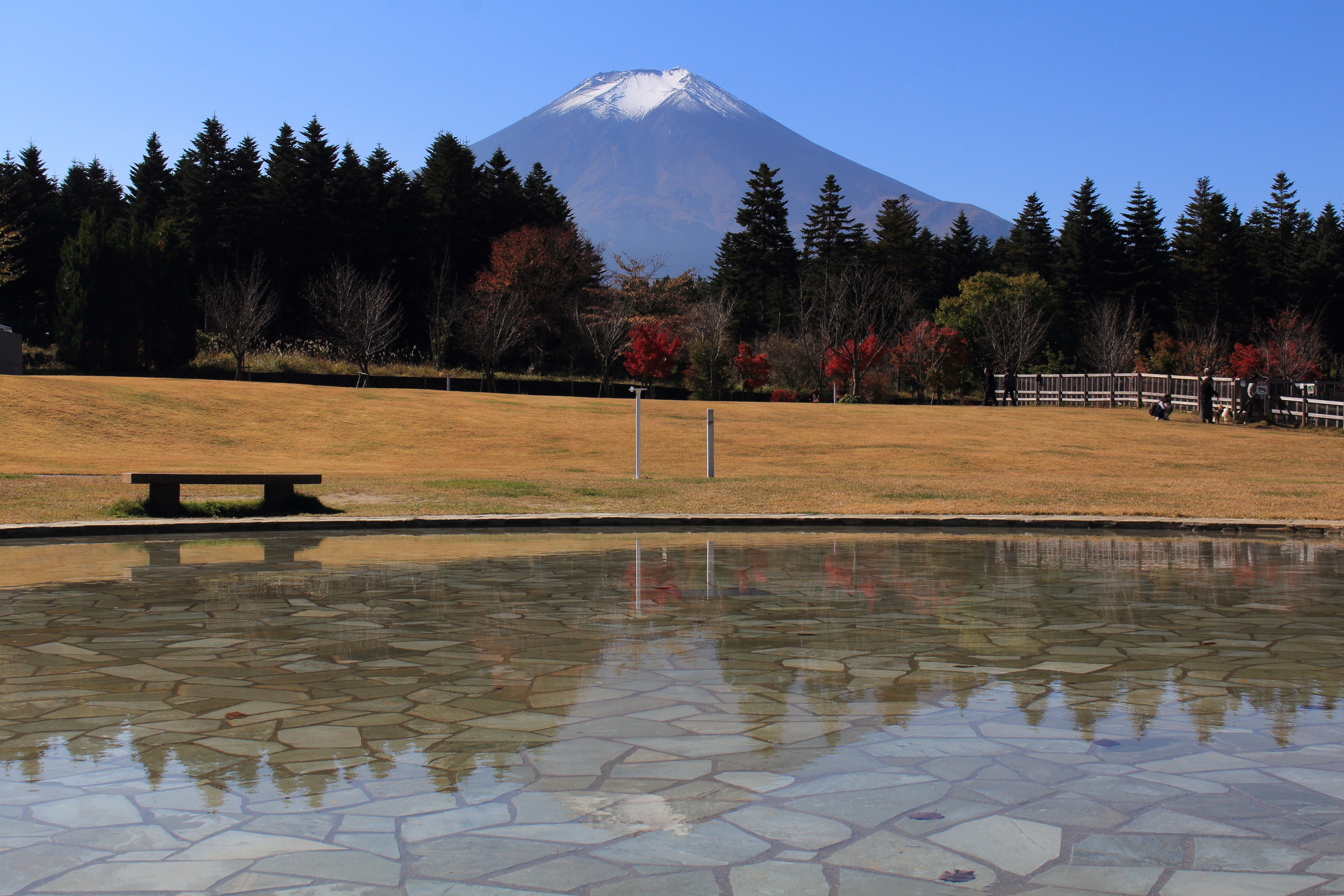
富士山レーダードーム館から望む富士山

- 富士山ジビエセンター DEAR DEER （ディアディア） [2]。
- 富士山登山口（吉田口登山道）
- 富士散策公園
- 富士吉田市立病院
- 東富士五湖道路富士吉田忍野スマートインターチェンジ
- 国道137号
- 国道139号
- 山梨県道701号富士上吉田線
- 恩賜林庭園
- 富士山駅
- 富士の杜・巡礼の郷公園（ふじさんミュージアムパーク）[3]
  - ふじさんミュージアム（富士吉田市歴史民俗博物館）
  - 古民家（旧武藤家住宅、旧宮下家住宅、古民家カフェ〔小佐野家住宅〕）
  - 鐘山の滝